# Asynapta furcifer
Asynapta furcifer är en tvåvingeart som beskrevs av Barnes 1932. Asynapta furcifer ingår i släktet Asynapta och familjen gallmyggor. Inga underarter finns listade i Catalogue of Life.